# Hans Delbrück
Pour les articles homonymes, voir Delbrück.
Hans Gottlieb Leopold Delbrück, né le 11 novembre 1848 à Bergen en Rügen, arrondissement de Rügen et mort le 14 juillet 1929 à Berlin, est un historien et homme politique allemand.

## Premiers travaux
Hans Delbrück est le fils de l'Appellationsrat Berthold Delbrück (1817-1868) et de son épouse Laura (1826-1911), fille du philosophe Leopold von Henning. Hans étudie au lycée humaniste (de) de Greifswald. À partir de 1868, il étudie l'histoire et la philosophie à Heidelberg, Greifswald et Bonn. En 1870/71, il prend part à la guerre franco-prussienne en tant que lieutenant dans la réserve du 28e régiment d'infanterie et reçoit la croix de fer de 2e classe. En 1873, Heinrich von Sybel lui décerne un doctorat "sur la crédibilité de Lamprecht von Hersfeld", puis il prend sa retraite comme premier lieutenant à sa propre demande. De 1874 à sa mort en 1879, il est l'éducateur du prince de Prusse Waldemar (sixième enfant du prince héritier de l'époque, Frédéric-Guillaume). En 1881, Delbrück termine son habilitation en histoire générale à l'université Frédéric-Guillaume de Berlin

## Historien
À partir de 1883, Delbrück est avec Heinrich von Treitschke rédacteur en chef des Annales prussiennes. Vers la fin des années 1880, les divergences politiques avec Treitschke s'intensifient. Selon une anecdote, Delbrück demande à l'éditeur de le licencier en 1889, car une collaboration ultérieure avec Treitschke n'est pas possible; mais alors l'éditeur rejette Treitschke. Delbrück continue à publier les annuaires prussiens jusqu'en 1919.
En 1885, il devient professeur agrégé, en 1895 professeur titulaire à l'université Frédéric-Guillaume de Berlin et successeur de la chaire que Treitschke a exercée. Les réalisations de Delbrück dans le domaine de l'histoire militaire, qu'il est l'un des premiers à intégrer dans le cadre de la science historique générale, sont particulièrement révolutionnaires. Cette rupture avec la tradition de laisser l'histoire de la guerre et son interprétation aux militaires se heurte à la résistance tant de ses collègues historiques que de l'armée. Il est un admirateur de Clausewitz et voit son histoire de l'art de la guerre comme une continuation de son travail. Il y introduit la distinction entre une stratégie de prostration et une stratégie d'épuisement et se réfère explicitement à Clausewitz. Son différend avec l'état-major prussien, qui est déclenché par la question de savoir si Frédéric II est un stratège de prostration (état-major) ou un stratège de l'épuisement (Delbrück), attire beaucoup d'attention du public. L'ouvrage est toujours utile, notamment en ce qui concerne l'Antiquité, et est révolutionnaire en termes de reconstitution de la force des armées anciennes, même s'il est aujourd'hui largement considéré comme dépassé. Après sa retraite en 1921, Delbrück écrit une histoire du monde en cinq volumes, qui, cependant, reçoit moins d'attention.

## Homme politique
De 1882 à 1885, Delbrück est membre conservateur libre de la Chambre des représentants de Prusse. De 1884 à 1890, il est député du Reichstag, également pour les conservateurs libres, qui y sont réunis sous le nom de parti impérial allemand. Il poursuit ensuite son travail politique en tant que publiciste et commentateur.
Bien qu'à l' origine libéral-conservateur, Delbrück prend également des positions social-démocrates au fil du temps - par exemple, la revendication de l'abolition du suffrage prussien à trois classes - et avec ses opinions sociopolitiques, il est proche du socialisme catholique.
Hans Delbrück s'engage dans le «mouvement féminin animé» vers 1900. Il appartient donc avec Wilhelm Dilthey et Adolf Harnack à l'organisation fondée par Hélène Lange en 1893 pour l'organisation de cours de lycée pour femmes, qui prône le droit des femmes d'étudier à l'université.
Delbrück rejette le militarisme et le nationalisme sous l'empereur Guillaume II. Après le déclenchement de la Première Guerre mondiale, il attaque publiquement les luttes de pouvoir de l'Association pangermaniste et des dirigeants allemands. Il est extrêmement inhabituel que Delbrück, en tant que scientifique civil, s'immisce dans les discussions stratégiques des militaires.
Delbrück, lui-même nullement anti-annexionniste, contre le désir qui prévaut dans les cercles nationaux conservateurs à l'époque de rendre l'Allemagne si forte qu'elle pourrait «défier le monde entier»: «Une telle supériorité qu'elle garantit la sécurité contre toute combinaison politique «Il ne peut pas exister dans le système étatique moderne», et les peuples «ne toléreraient en aucun cas une supériorité inconditionnelle d'un État».
Après la fin de la guerre, Delbrück se retourne vigoureusement contre la légende naissante du coup de poignard dans le dos, mais aussi contre l'affirmation de la seule culpabilité allemande pour la Première Guerre mondiale et contre le traité de Versailles. Avec Max Weber et d'autres, Delbrück signe le 27 mai 1919 un mémorandum déclarant que l'Allemagne a mené une guerre défensive contre la Russie Dans une commission d'enquête du Reichstag sur les raisons de la défaite de la guerre, il se présente comme un expert et s'en prend particulièrement à Erich Ludendorff pour ses erreurs de guerre.

## Famille
Depuis 1884, Delbrück est marié à Lina Thiersch, petite-fille de Justus Liebig de la maison baronniale des Liebigs. Il appartient lui-même à la famille Delbrück, largement ramifiée, qui occupe des postes influents en Prusse et en Allemagne. Sa mère Laura Delbrück, fille de Leopold von Hennings, est amie avec Johanna Kinkel.
Delbrück a sept enfants: Lore, Waldemar (tombé en 1917), Hanni, Lene, Justus Delbrück (1902-1945, avocat et actif dans la résistance contre Hitler), Emilie (Emmi) Delbrück (de) (mariée à Klaus Bonhoeffer) et Max Delbrück.
Le frère de Hans, Max Emil Julius Delbrück, est chimiste agricole et directeur de l'Institut de l'industrie de la fermentation à Berlin. D'autres parents sont Friedrich Delbrück (de), Adelbert Delbrück (de) et le confident de longue date de Bismarck, Rudolph von Delbrück. Le théologien Adolf von Harnack est le beau-frère de Delbrück, il est marié à la sœur de sa femme. Les deux hommes entretiennent une amitié très étroite depuis plus de 40 ans. Il est le cousin de Clemens von Delbrück, homme politique nationaliste.
Hans Delbrück est enterré au cimetière municipal de Halensee (Grunewald) dans une tombe d'honneur de la ville de Berlin.

## Publications
- (de) Das Leben des Feldmarschalls Grafen Neidhardt von Gneisenau. 2 vol. (Fortsetzung einer Arbeit des Historikers Georg Heinrich Pertz), Berlin 1880/81.
- (de) Das Leben des Feldmarschalls Grafen Neithardt von Gneisenau, 2 Bände (zusammenfassende Biographie Gneisenaus auf der Grundlage des 1864–1880 erschienenen Gesamtwerkes von Pertz und Delbrück), Georg Riemer, Berlin 1882; verbesserte Auflagen 18942, 19083 und 19204.
- (de) Historische und politische Aufsätze. Walther & Apolant, Berlin 1887, 148 S.; 2., erheblich erweiterte Auflage: Stilke, Berlin 1907, 352 S.
- (de) Die Perserkriege und die Burgunderkriege. Zwei combinierte kriegsgeschichtliche Studien, nebst einem Anhang über die römische Manipulartaktik. Walther & Apolant, Berlin 1887, 314 S. (Volltext auf archive.org)
- (de) Die Strategie des Perikles erläutert durch die Strategie Friedrichs des Großen. Mit einem Anhang über Thucydides und Kleon. Georg Riemer, Berlin 1890, 242 S. (Volltext auf archive.org)
- (de) Die Polenfrage. Hermann Walther, Berlin 1894, 48 S.; Reprint: Salzwasser-Verlag, Paderborn 2011. (Volltext auf archive.org)
- (de) Russisch-Polen. Eine Reise-Studie. Berlin: Stilke, 1899, 18 S. (= Sonderabdruck aus den Preußischen Jahrbüchern, Band 98, Heft 1). (Volltext online – cBN Polona)
- (de) Geschichte der Kriegskunst im Rahmen der politischen Geschichte. 4 Bände. Berlin 1900–1920 (inkl. neu durchgearb. Nachauflagen). Diverse Nachdrucke, u. a.: Walter de Gruyter, Berlin 1962–1966; Walter de Gruyter, Berlin u. New York 2000; Reprint: Hans Nikol Verlagsgesellschaft, Hamburg (div. Teilausgaben und Auflagen) 2000–2008. Das Werk wurde von seinen Schülern Emil Daniels (de) und Otto Haintz (de) fortgesetzt bzw. überarbeitet. Der siebte und letzte Band erschien 1936.
  - Bd. 1: Das Altertum, 1900 (Volltext auf Archive.org).
  - Bd. 2: Die Germanen, 1901 (Volltext).
  - Bd. 3: Das Mittelalter, 1907 (Volltext).
  - Bd. 4: Neuzeit, 1908 (Volltext).
- (de) Bismarcks Erbe. Ullstein, Berlin 1915, 220 S.
- (de) Erinnerungen, Aufsätze und Reden. Georg Stilke, Berlin 1902, 625 S.; 3. Auflage 1907.
- (de) Regierung und Volkswille. Ein Grundriß der Politik. Deutsche Verlagsges. für Politik und Geschichte, Charlottenburg (Berlin) 1920. 160 S.
- (de) Ludendorffs Selbstporträt mit einer Widerlegung der Forsterschen Gegenschrift. Verlag für Politik und Wirtschaft, Berlin 1922, 80 S. (Volltext auf archive.org)
- (de) Weltgeschichte. Vorlesungen, gehalten an der Universität Berlin 1896–1920 in 5 Bänden. Bd. 1: Das Altertum (bis 300 n. Chr.) 674 S.; Bd. 2: Das Mittelalter. 300–1400, 845 S.; Bd. 3: Neuzeit bis zum Tode Friedrichs des Großen (1400–1789), 678 S.; Bd. 4: Neuzeit. Die Revolutionsperiode von 1789 bis 1852, 800 S.; Bd. 5: Neuzeit von 1852 bis 1888, mit einem Anhang der beiden nachgelassenen Kapitel des von Hans Delbrück vorbereiteten Ergänzungsbandes, 652 S.; Otto Stollberg Verlag für Politik und Wirtschaft, Berlin 1924–1928; 2. Auflage, Deutsche Verlagsgesellschaft, Berlin 1931; Reprint: Europäischer Geschichtsverlag, Paderborn 2011.
- (de) Der Friede von Versailles. Gedenkrede, geplant zu dem vom Ministerium untersagten Veranstaltung der 5 vereinigten Berliner Hochschulen am 28. Juni 1929. Georg Stilke, Berlin 1929. 16 S. (= Sonderdruck aus den Preußischen Jahrbüchern, Bd. 217. 1929, H. 1); 2. Auflage 1930.